# Nucleus globosus
Der Nucleus globosus (lat. für „Kugelkern“), auch Nucleus interpositus posterior, ist ein Kerngebiet im Kleinhirn.

## Anatomie
Der Nucleus globosus ist beim Menschen mit einem ungefähren Durchmesser von 5 mm der kleinste der Kleinhirnkerne und als Kerngebiet jeweils in beiden Kleinhirnhemisphären angelegt. Namensgebend war seine mehr oder weniger rundliche Form. Er befindet sich medial des Nucleus emboliformis und lateral vom Nucleus fastigii. Häufig werden Nucleus globosus und Nucleus emboliformis als Nucleus interpositus zusammengefasst. Die kugelförmig angeordneten Nervenzellen sind unterschiedlich groß, wobei der Großteil von ihnen jedoch kleiner ist als die des Nucleus fastigii. Nach rostral löst sich der Kern häufig in einzelne Zellgruppen auf, nach kaudal bildet er meist eine dünne aber solide Zellschicht.

### Projektionen
Afferenzen erhält der Nucleus globosus vorwiegend von den Purkinjezellen aus der paravermalen (intermediären) und vermalen Zone des Spinocerebellums. Die efferenten Fasern verlaufen zum einen Teil im Tractus cerebellorubralis über den Pedunculus cerebellaris superior zur Pars magnocellularis  des Nucleus ruber sowie zu den okulomotorischen Arealen im Mesencephalon und zum Nucleus ventrolateralis des Thalamus. Auf ihrem Weg dorthin kreuzen die Bahnen in der Decussatio pedunculorum cerebellarium superiorum (= Stilling'sche Schere) im Tegmentum mesencephali zur kontralateralen Seite. Ein anderer Teil der Fasern des Nucleus globosus verläuft zur Medulla oblongata.